# Donnerskopf
Der Donnerskopf (auch Doko genannt) bei Bodenrod im hessischen Wetteraukreis ist eine 485,2 m ü. NHN hohe Erhebung im Mittelgebirge Taunus.

## Geographie

### Lage
Der Donnerskopf liegt im Nordosten des Östlichen Hintertaunus. Er erhebt sich im Naturpark Taunus im Butzbacher Gemeindegebiet zwischen Bodenrod (im Nordosten), zu dessen Gemarkung die Erhebung gehört, und Maibach (Südosten) und dem zur Gemeinde Usingen zählenden Michelbach (Südwesten). Etwa 1,5 km nordöstlich befinden sich der Hesselberg (ca. 518 m) und sein Nebengipfel Gickel (505,1 m).

### Naturräumliche Zuordnung
Der Donnerskopf gehört in der naturräumlichen Haupteinheitengruppe Taunus (Nr. 30), in der Haupteinheit Östlicher Hintertaunus (302) zum Naturraum Bodenroder Kuppen (302.2).

### Lahn-Main-Wasserscheide und Fließgewässer
Der Donnerskopf liegt auf der Wasserscheide zwischen Lahn und Main, zwei Nebenflüssen des Rheins. Nordöstlich entspringt in Bodenrod der Eichelbach, der nach Norden zum Lahn-Zufluss Solmsbach fließt. Zwei Bäche, die nordwestlich und westlich des Donnerskopfs entspringen, wie der Blaulbach, streben durch den Aubach auch dem Solmsbach zu. Zwei weitere Bäche, die südwestlich und ostsüdöstlich der Erhebung entspringen, wie der Markbach, entwässern durch den Michelbach in die Usa, deren Wasser per Wetter und Nidda in den Main fließt.

## Geschichte
Auf dem Donnerskopf wurde von 1959 bis 1962 die Anlage des Warnamt VI mit Sendeturm gebaut. Sie umfasst zwei Verwaltungsgebäude, ein Wärterhaus und eine Bunkeranlage. Seit 1997 gehört die Anlage dem Verband Christlicher Pfadfinder*innen Hessen, der das Areal als Pfadfinderzentrum und Jugendbildungsstätte nutzt und vermietet.

## Verkehrsanbindung
In Gipfelnähe über die Ostflanke des Donnerkopfs führt die Landesstraße 3270, die von Bodenrod nach Michelbach verläuft und von der nordöstlich der Erhebung nahe Bodenrod die nach Münster führende L 3353 abzweigt.